# Lámpara de Thomson
La lámpara de Thomson es un problema filosófico basado en infinitos. Fue ideado en 1954 por el filósofo británico James F. Thomson, quien lo utilizó para analizar la posibilidad de una supertarea, que es la finalización de un número infinito de tareas.

## Planteamiento
Considérese una lámpara con un interruptor. Al pulsar el interruptor una vez se enciende la lámpara. Otra pulsación apagará la lámpara. Ahora se supone que hay un ser capaz de realizar la siguiente tarea: iniciar un temporizador, y encender la lámpara. Al cabo de un minuto, la apaga. Al cabo de otro medio minuto, la vuelve a encender. Al final de otro cuarto de minuto, la apaga. En el siguiente octavo de minuto, la vuelve a encender, y continúa así, presionando el interruptor cada vez después de esperar exactamente la mitad del tiempo que esperó antes de hacerlo la vez anterior. La suma de esta serie infinita de intervalos de tiempo es exactamente dos minutos.
Luego se considera la siguiente pregunta: ¿la lámpara está encendida o apagada a los dos minutos exactos? Thomson razonó que esta supertarea crea una contradicción:
Parece imposible responder a esta pregunta. No puede estar encendida, porque nunca se encendió sin apagarla de nuevo. Tampoco puede estar apagada, porque en primer lugar se encendió, y después nunca se apagó sin encenderla a continuación. Pero la lámpara debe estar encendida o apagada. Esto es una contradicción.

## Analogía mediante una serie matemática
La pregunta está relacionada con el comportamiento de la serie de Grandi,  es decir, la serie infinita divergente
S = 1 - 1 + 1 - 1 + 1 - 1 + · · ·
Para valores pares de n, la serie finita anterior suma 1; para valores impares, la suma es 0. En otras palabras, como n toma a su vez los valores de cada uno de los números enteros no negativos 0, 1, 2, 3, ..., la serie genera la sucesión matemática { 1, 0, 1, 0, ...}, que representa el estado cambiante de la lámpara. La secuencia no converge ya que n tiende a infinito, por lo que tampoco lo hace la serie infinita.
Otra forma de ilustrar este problema es reorganizar la serie:
S = 1 - (1 - 1 + 1 - 1 + 1 - 1 + · · ·)
La serie interminable entre paréntesis es exactamente la misma que la serie original S. Esto significa que S = 1 - S, lo que implica que S = 1⁄2. De hecho, esta manipulación puede justificarse rigurosamente: hay definiciones generalizadas para la suma de series que asignan a la serie de Grandi el valor 1⁄2.
Uno de los objetivos de Thomson en su artículo original de 1954 es diferenciar las supertareas de sus analogías de series. Escribe sobre la lámpara y la serie de Grandi:
"Entonces la pregunta de si la lámpara está encendida o apagada ... es la pregunta: ¿Cuál es la suma de la secuencia divergente infinita?
+ 1, −1, +1,…?
"Ahora los matemáticos dicen que esta secuencia tiene una suma; dicen que su suma es 1⁄2. Y esta respuesta no nos ayuda, ya que aquí no tiene ningún sentido decir que la lámpara está encendida a medias. Interpretó que esto significa que no hay un método establecido para decidir "qué" se hace cuando se realiza una súpertarea ... No se puede esperar que se "retome" esta idea, solo porque se tiene la impresión de una tarea o tareas que se han realizado y porque se esté familiarizado con los números transfinitos".
Más adelante, afirma que incluso la divergencia de una serie no proporciona información sobre su supertarea: "La imposibilidad de una supertarea no depende en absoluto de si alguna secuencia aritmética vagamente apta para ser asociada es convergente o divergente".